# Errastunus ocellaris
Errastunus ocellaris is een halfvleugelig insect uit de familie dwergcicaden (Cicadellidae). Imago's worden in juni en juli gevonden in oude velden en gazons en voeden zich met plantensappen van grassen, vooral niet-inheemse grassen, en zegge.

## Kenmerken
Het heeft een lengte van 3 tot 4 mm. Kenmerkende zijn de cellen van de clavus die verschillende dwarsaders hebben. Het gezicht is vaak grotendeels zwartachtig.

## Verspreiding
Het is inheems in Europa en werd al in 1944 in Noord-Amerika geïntroduceerd.